# Hendricks (Minnesota)
Hendricks is een plaats (city) in de Amerikaanse staat Minnesota, en valt bestuurlijk gezien onder Lincoln County.

## Demografie
Bij de volkstelling in 2000 werd het aantal inwoners vastgesteld op 725.
In 2006 is het aantal inwoners door het United States Census Bureau geschat op 666, een daling van 59 (-8,1%).

## Geografie
Volgens het United States Census Bureau beslaat de plaats een oppervlakte van
2,5 km², geheel bestaande uit land. Hendricks ligt op ongeveer 545 m boven zeeniveau.

## Plaatsen in de nabije omgeving
De onderstaande figuur toont nabijgelegen plaatsen in een straal van 24 km rond Hendricks.